# Tabebuja

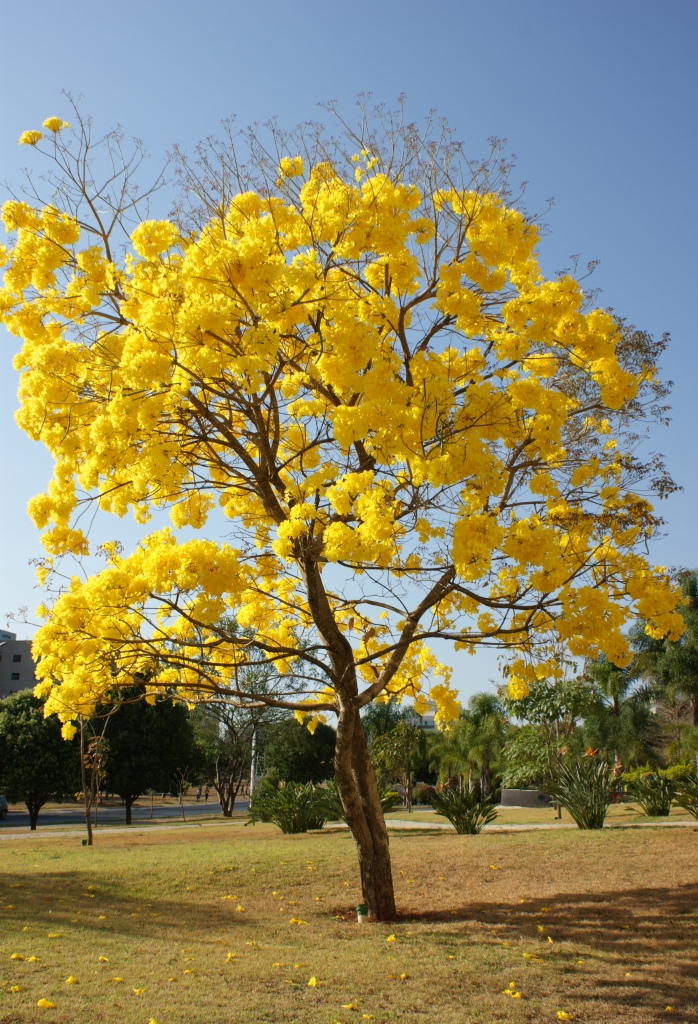
Rozkvetlý Handroanthus serratifolius (syn. Tabebuia serratifolia)

Tabebuja (Tabebuia) je rod dřevin z čeledi trubačovité (Bignoniaceae). Jsou to stromy nebo keře s jednoduchými nebo dlanitě složenými, vstřícnými listy a nápadnými bílými, červenými nebo purpurovými, trubkovitými nebo zvonkovitými květy. Rod zahrnuje v současném pojetí asi 70 druhů, přibližně 30 převážně žlutě kvetoucích druhů bylo přeřazeno do rodu Handroanthus. Tabebuji se vyskytují v tropické a subtropické Americe od Mexika po severní Argentinu. Některé druhy jsou pěstovány v tropech jako okrasné dřeviny. Z některých druhů rodu Handroanthus se připravuje léčivý nálev známý jako lapačo, jiné jsou vyhledávány pro velmi tvrdé dřevo, obchodované pod názvem ipé.

## Popis
Zástupci rodu tabebuja jsou opadavé nebo stálezelené stromy a keře. Některé druhy jsou mohutné stromy převyšující korunní patro pralesa. Listy jsou dlanitě složené ze 3 až 7 lístků, řidčeji jednolisté (Tabebuia insignis, T. striata, T. orinocensis). Charakteristické je odění z drobných a někdy stopkatých šupin. Květy jsou uspořádány ve vrcholové latě či hroznu, nebo jednotlivé. Kalich je miskovitý, zvonkovitý nebo trubkovitý, na konci uťatý, dvoulaločný nebo s 5 mělkými laloky. Koruna je bílá, žlutá, purpurová nebo červená, nálevkovitá až zvonkovitá, lysá nebo na vnitřní straně chlupatá. Tyčinky jsou 4 + 1 sterilní staminodium. Semeník je svrchní, srostlý ze 2 plodolistů, čárkovitě podlouhlý. Obsahuje 2 komůrky s mnoha vajíčky. Plody jsou krátce nebo dlouze protáhlé tobolky pukající 2 chlopněmi. Na povrchu jsou hladké nebo různě příčně zvlněné či hrbolkaté, lysé nebo pokryté šupinkami, hvězdovitými nebo stromečkovitými chlupy. Semena jsou buď tenká se 2 blanitými křídly nebo kulovitá a bezkřídlá.

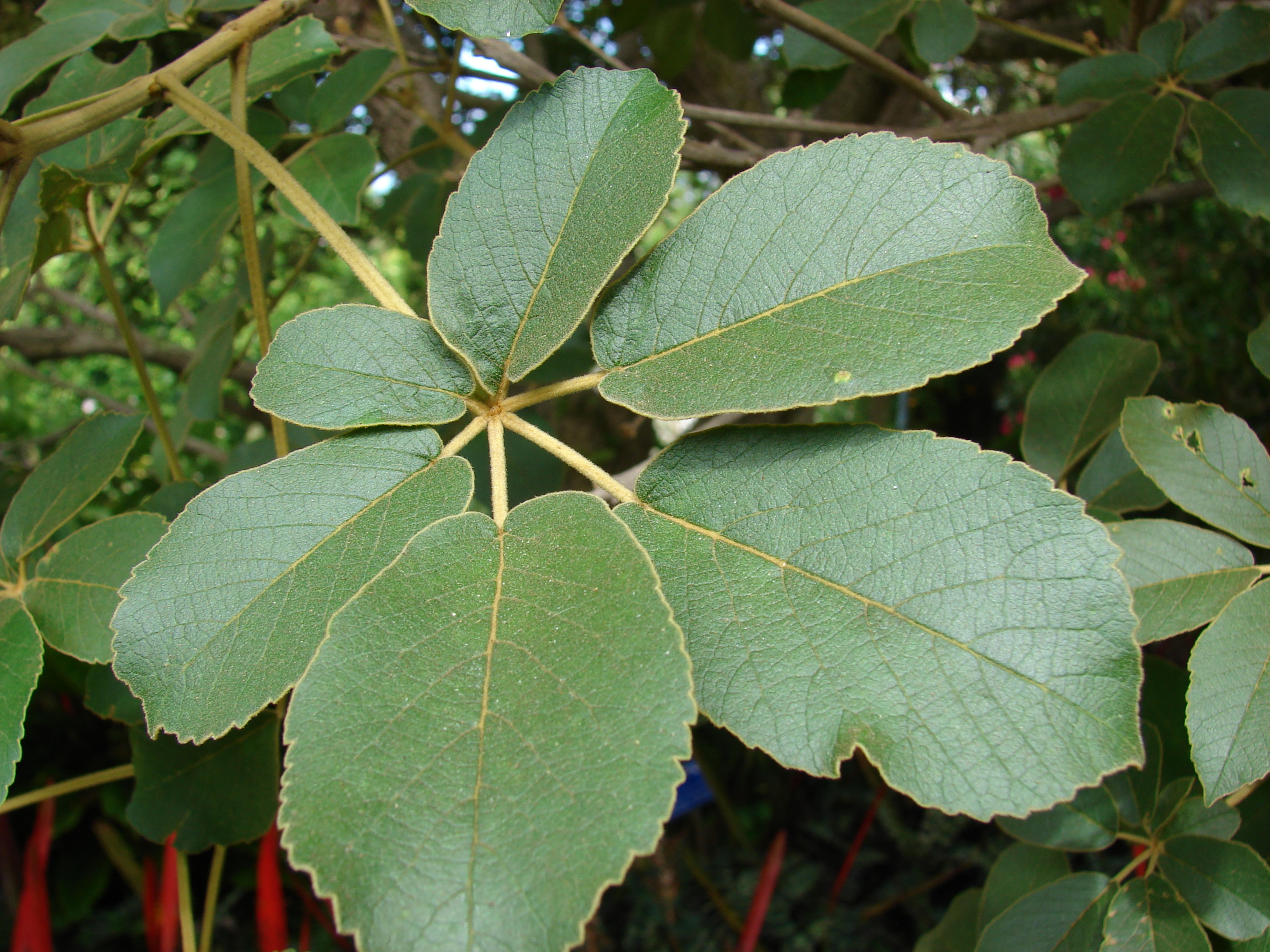
List Tabebuia serratifolia
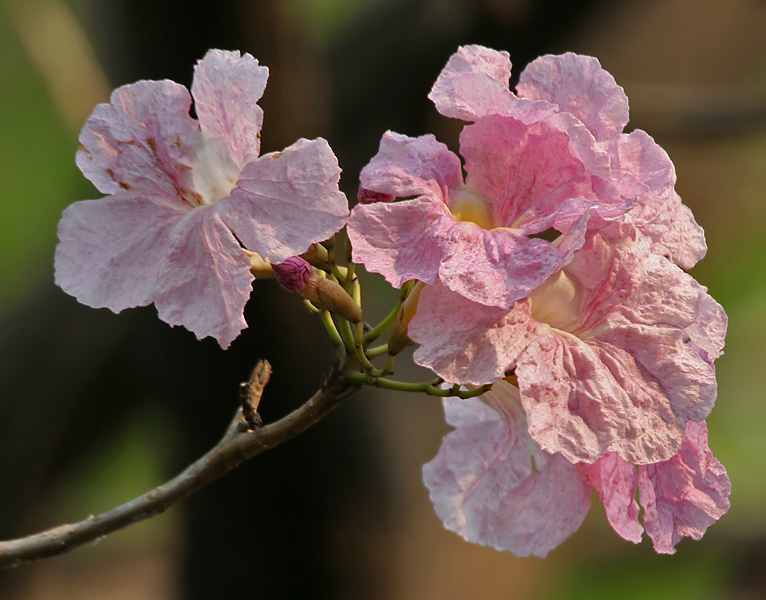
Květy Tabebuia heterophylla
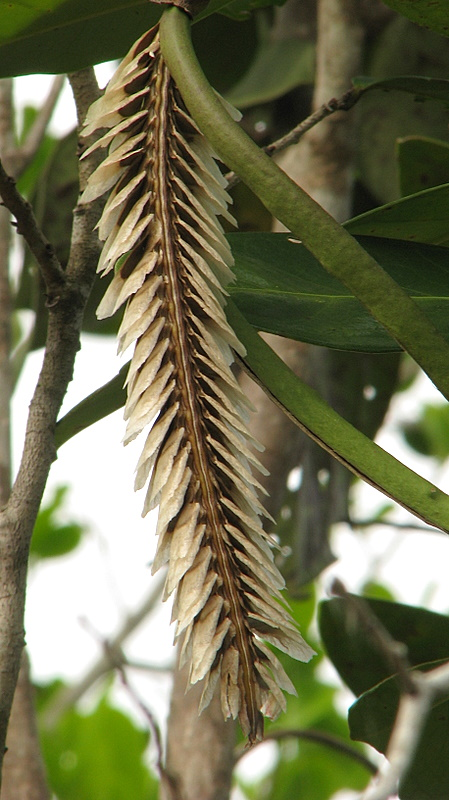
Puklý plod Tabebuia stenocalyx

## Rozšíření
Rod tabebuja zahrnuje v současném taxonomickém pojetí asi 70 druhů. Je rozšířen pouze v Americe od Mexika po severní Argentinu a Paraguay. Druh Handroanthus ochraceus (syn. Tabebuia ochracea) má rozsáhlý areál rozšíření sahající od Salvadoru až po Argentinu a Paraguay.
Tabebuji rostou nejčastěji v nižších nadmořských výškách jako součást opadavých, poloopadavých i stálezelených tropických lesů. Některé druhy rostou v montánních lesích nebo v nížinách na zaplavovaných půdách. Tabebuia fluviatilis roste nejčastěji na rozhraní mořských mangrovů a sladkovodních bažin.

## Ekologické interakce
Květy tabebují jsou cizosprašné a jsou opylovány zejména včelami. Mnohé druhy kvetou masivně v bezlistém stavu. U druhů Tabebuia aurea a Handroanthus ochraceus z Brazílie bylo zjištěno, že kvetou synchronně. Při analýze opylovačů těchto dvou druhů bylo zjištěno celkem 14 druhů včel z čeledí Apidae, Anthophoridae a Halictidae.
Kmeny některých tabebují jsou duté a obývané mravenci. Tabebuja růžová má na listech a mladých stoncích extraflorální nektária s hojným nektarem, který mravenci vyhledávají. Na oplátku stromy chrání před býložravci.

## Zajímavosti
Jméno Taebuia je založeno na domorodém názvu používaném brazilskými indiány kmene Tupí. Název vznikl spojením dvou výrazů, mravenec a dřevo, a souvisí s tím, že duté kmeny tabebují jsou často obývány mravenci.

## Taxonomie
Molekulárními metodami bylo zjištěno, že rod Tabebuia v klasickém pojetí byl parafyletický a skládal se dokonce ze 3 různých linií. Asi 30 druhů bylo v roce 2007 přeřazeno do rodu Handroanthus. Jedná se převážně o žlutě kvetoucí druhy. Další znaky odlišující tento rod od rodu Tabebuia se týkají mj. odění listů a kalicha (jednoduché, hvězdovité nebo stromečkovité chlupy na rozdíl od šupin u Tabebuia). Zástupci rodu Handroanthus mají též velmi tvrdé dřevo s vysokým obsahem fenolické sloučeniny lapačolu, zatímco Tabebuia má středně těžké dřevo a lapačol chybí. Po revizi zůstaly v rodu Tabebuia pouze 2 žlutě kvetoucí druhy: Tabebuia aurea a T. nodosa. Dva druhy s unikátním toulcovitým kalichem stejné barvy jako koruna byly přeřazeny do rodu Roseodendron.

Kladogram vývojové větve trubačovitých zahrnující rod Tabebuia a příbuzné rody. Tučně označené rody byly vyčleněny z rodu Tabebuia.
|  | Ekmanianthe     |
|  |                 |
|  | Tabebuia s.str. |
|  |                 |

|  | Zeyheria                                              |
|  |                                                       |
|  | \| \| Godmania \| \| \| \| \| \| Cybistax \| \| \| \| |
|  |                                                       |
|  | Godmania                                              |
|  |                                                       |
|  | Cybistax                                              |
|  |                                                       |

|  | Godmania |
|  |          |
|  | Cybistax |
|  |          |

|  | Spirotecoma                                               |
|  |                                                           |
|  | Parmentiera                                               |
|  |                                                           |
|  | \| \| Crescentia \| \| \| \| \| \| Amphitecna \| \| \| \| |
|  |                                                           |
|  | Crescentia                                                |
|  |                                                           |
|  | Amphitecna                                                |
|  |                                                           |

|  | Crescentia |
|  |            |
|  | Amphitecna |
|  |            |

|  | Spirotecoma                                               |
|  |                                                           |
|  | Parmentiera                                               |
|  |                                                           |
|  | \| \| Crescentia \| \| \| \| \| \| Amphitecna \| \| \| \| |
|  |                                                           |
|  | Crescentia                                                |
|  |                                                           |
|  | Amphitecna                                                |
|  |                                                           |

|  | Crescentia |
|  |            |
|  | Amphitecna |
|  |            |

|  | Spirotecoma                                               |
|  |                                                           |
|  | Parmentiera                                               |
|  |                                                           |
|  | \| \| Crescentia \| \| \| \| \| \| Amphitecna \| \| \| \| |
|  |                                                           |
|  | Crescentia                                                |
|  |                                                           |
|  | Amphitecna                                                |
|  |                                                           |

|  | Crescentia |
|  |            |
|  | Amphitecna |
|  |            |

|  | Spirotecoma                                               |
|  |                                                           |
|  | Parmentiera                                               |
|  |                                                           |
|  | \| \| Crescentia \| \| \| \| \| \| Amphitecna \| \| \| \| |
|  |                                                           |
|  | Crescentia                                                |
|  |                                                           |
|  | Amphitecna                                                |
|  |                                                           |

|  | Crescentia |
|  |            |
|  | Amphitecna |
|  |            |

|  | Ekmanianthe     |
|  |                 |
|  | Tabebuia s.str. |
|  |                 |

|  | Zeyheria                                              |
|  |                                                       |
|  | \| \| Godmania \| \| \| \| \| \| Cybistax \| \| \| \| |
|  |                                                       |
|  | Godmania                                              |
|  |                                                       |
|  | Cybistax                                              |
|  |                                                       |

|  | Godmania |
|  |          |
|  | Cybistax |
|  |          |

|  | Spirotecoma                                               |
|  |                                                           |
|  | Parmentiera                                               |
|  |                                                           |
|  | \| \| Crescentia \| \| \| \| \| \| Amphitecna \| \| \| \| |
|  |                                                           |
|  | Crescentia                                                |
|  |                                                           |
|  | Amphitecna                                                |
|  |                                                           |

|  | Crescentia |
|  |            |
|  | Amphitecna |
|  |            |

|  | Spirotecoma                                               |
|  |                                                           |
|  | Parmentiera                                               |
|  |                                                           |
|  | \| \| Crescentia \| \| \| \| \| \| Amphitecna \| \| \| \| |
|  |                                                           |
|  | Crescentia                                                |
|  |                                                           |
|  | Amphitecna                                                |
|  |                                                           |

|  | Crescentia |
|  |            |
|  | Amphitecna |
|  |            |

|  | Spirotecoma                                               |
|  |                                                           |
|  | Parmentiera                                               |
|  |                                                           |
|  | \| \| Crescentia \| \| \| \| \| \| Amphitecna \| \| \| \| |
|  |                                                           |
|  | Crescentia                                                |
|  |                                                           |
|  | Amphitecna                                                |
|  |                                                           |

|  | Crescentia |
|  |            |
|  | Amphitecna |
|  |            |

|  | Spirotecoma                                               |
|  |                                                           |
|  | Parmentiera                                               |
|  |                                                           |
|  | \| \| Crescentia \| \| \| \| \| \| Amphitecna \| \| \| \| |
|  |                                                           |
|  | Crescentia                                                |
|  |                                                           |
|  | Amphitecna                                                |
|  |                                                           |

|  | Crescentia |
|  |            |
|  | Amphitecna |
|  |            |

|  | Ekmanianthe     |
|  |                 |
|  | Tabebuia s.str. |
|  |                 |

|  | Zeyheria                                              |
|  |                                                       |
|  | \| \| Godmania \| \| \| \| \| \| Cybistax \| \| \| \| |
|  |                                                       |
|  | Godmania                                              |
|  |                                                       |
|  | Cybistax                                              |
|  |                                                       |

|  | Godmania |
|  |          |
|  | Cybistax |
|  |          |

|  | Spirotecoma                                               |
|  |                                                           |
|  | Parmentiera                                               |
|  |                                                           |
|  | \| \| Crescentia \| \| \| \| \| \| Amphitecna \| \| \| \| |
|  |                                                           |
|  | Crescentia                                                |
|  |                                                           |
|  | Amphitecna                                                |
|  |                                                           |

|  | Crescentia |
|  |            |
|  | Amphitecna |
|  |            |

|  | Spirotecoma                                               |
|  |                                                           |
|  | Parmentiera                                               |
|  |                                                           |
|  | \| \| Crescentia \| \| \| \| \| \| Amphitecna \| \| \| \| |
|  |                                                           |
|  | Crescentia                                                |
|  |                                                           |
|  | Amphitecna                                                |
|  |                                                           |

|  | Crescentia |
|  |            |
|  | Amphitecna |
|  |            |

|  | Spirotecoma                                               |
|  |                                                           |
|  | Parmentiera                                               |
|  |                                                           |
|  | \| \| Crescentia \| \| \| \| \| \| Amphitecna \| \| \| \| |
|  |                                                           |
|  | Crescentia                                                |
|  |                                                           |
|  | Amphitecna                                                |
|  |                                                           |

|  | Crescentia |
|  |            |
|  | Amphitecna |
|  |            |

|  | Spirotecoma                                               |
|  |                                                           |
|  | Parmentiera                                               |
|  |                                                           |
|  | \| \| Crescentia \| \| \| \| \| \| Amphitecna \| \| \| \| |
|  |                                                           |
|  | Crescentia                                                |
|  |                                                           |
|  | Amphitecna                                                |
|  |                                                           |

|  | Crescentia |
|  |            |
|  | Amphitecna |
|  |            |

|  | Ekmanianthe     |
|  |                 |
|  | Tabebuia s.str. |
|  |                 |

|  | Zeyheria                                              |
|  |                                                       |
|  | \| \| Godmania \| \| \| \| \| \| Cybistax \| \| \| \| |
|  |                                                       |
|  | Godmania                                              |
|  |                                                       |
|  | Cybistax                                              |
|  |                                                       |

|  | Godmania |
|  |          |
|  | Cybistax |
|  |          |

|  | Spirotecoma                                               |
|  |                                                           |
|  | Parmentiera                                               |
|  |                                                           |
|  | \| \| Crescentia \| \| \| \| \| \| Amphitecna \| \| \| \| |
|  |                                                           |
|  | Crescentia                                                |
|  |                                                           |
|  | Amphitecna                                                |
|  |                                                           |

|  | Crescentia |
|  |            |
|  | Amphitecna |
|  |            |

|  | Spirotecoma                                               |
|  |                                                           |
|  | Parmentiera                                               |
|  |                                                           |
|  | \| \| Crescentia \| \| \| \| \| \| Amphitecna \| \| \| \| |
|  |                                                           |
|  | Crescentia                                                |
|  |                                                           |
|  | Amphitecna                                                |
|  |                                                           |

|  | Crescentia |
|  |            |
|  | Amphitecna |
|  |            |

|  | Spirotecoma                                               |
|  |                                                           |
|  | Parmentiera                                               |
|  |                                                           |
|  | \| \| Crescentia \| \| \| \| \| \| Amphitecna \| \| \| \| |
|  |                                                           |
|  | Crescentia                                                |
|  |                                                           |
|  | Amphitecna                                                |
|  |                                                           |

|  | Crescentia |
|  |            |
|  | Amphitecna |
|  |            |

|  | Spirotecoma                                               |
|  |                                                           |
|  | Parmentiera                                               |
|  |                                                           |
|  | \| \| Crescentia \| \| \| \| \| \| Amphitecna \| \| \| \| |
|  |                                                           |
|  | Crescentia                                                |
|  |                                                           |
|  | Amphitecna                                                |
|  |                                                           |

|  | Crescentia |
|  |            |
|  | Amphitecna |
|  |            |

## Zástupci
- tabebuja růžová (Tabebuia rosea)[9]

## Význam
Většina druhů většího hospodářského významu byla přeřazena do rodu Handroanthus. Z kůry druhů H. impetiginosus a H. heptaphyllus se připravuje léčivý nápoj známý jako lapačo. Některé druhy, např. Handroanthus heptaphyllus a H. ochraceus, jsou zdrojem tvrdého a ceněného dřeva, obchodovaného pod názvem ipé. Mnoho druhů se pěstuje v tropech jako okrasné dřeviny. Z růžově až purpurově kvetoucích je to zejména tabebuja růžová (Tabebuia rosea), T. bahamensis, T. lepidota, T. impetiginosa, T. heterophylla, T. haemantha a kříženec 'Carib Queen', žlutě kvetou T. aurea, Handroanthus umbellatus, H. guayacan a H. chrysotrichus.

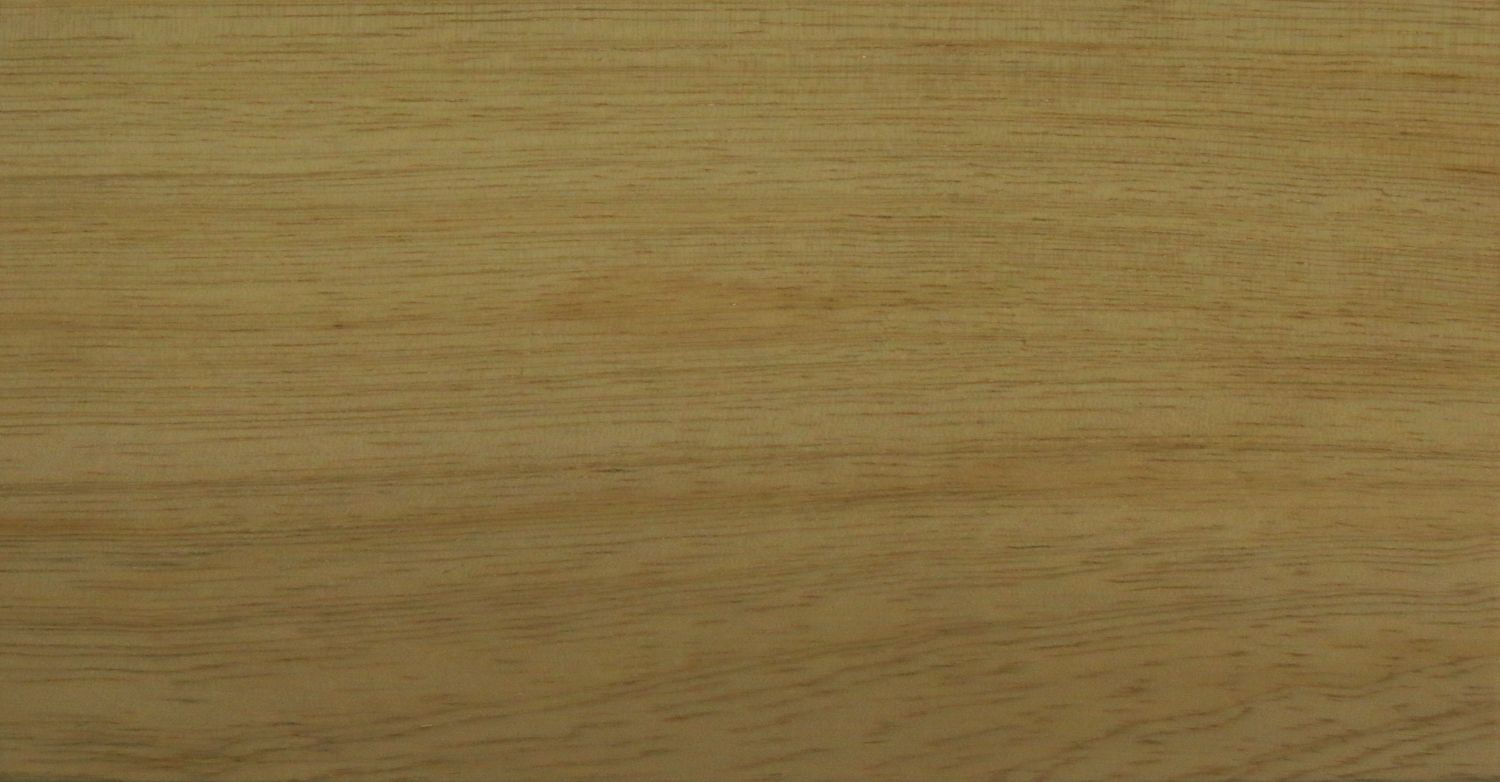
Dřevo jihoamerické tabebuji z příbuzenstva Tabebuia casssinoides